# Barbara Nwaba
Pour les articles homonymes, voir Mwaba.
Barbara Udoezi Nwaba (née le 18 janvier 1989 à Los Angeles) est une athlète américaine, spécialiste des épreuves combinées.

## Biographie
Elle remporte les championnats des États-Unis 2015 en portant son record personnel à 6 500 pts. Aux Championnats du monde de Pékin, l'américaine perd toute chance de podium en chutant lors de la première épreuve, le 100 m haies. Elle améliore toutefois son record personnel au lancer du poids (14,64 m) et au lancer du javelot (46,59 m) et se classe 27e du classement général.
Le 19 mars 2016, Barbara Nwaba échoue au pied du podium lors des championnats du monde en salle de Portland avec 4 661 points, nouveau record personnel. Elle est devancée par la Canadienne Brianne Theisen-Eaton (4 881 pts) et les Ukrainiennes Anastasiya Mokhnyuk (4 847 pts) et Alina Fyodorova (4 770 pts).
Le 14 avril 2016, il est révélé que l'Ukrainienne Anastasiya Mokhnyuk a été testée positive à un contrôle antidopage lors de ces mondiaux en salle. Par conséquent, Nwaba pourrait recevoir la médaille de bronze.

## Palmarès
| Date | Compétition                           | Lieu                                  | Résultat | Épreuve    | Points     |
| ---- | ------------------------------------- | ------------------------------------- | -------- | ---------- | ---------- |
| 2015 | Championnats du monde                 | Pékin                                 | 27e      | Heptathlon | 5 315 pts  |
| 2016 | Championnats du monde en salle        | Portland                              | 3e       | Pentathlon | 4 661 pts  |
| 2016 | Jeux olympiques                       | Rio de Janeiro                        | 12e      | Heptathlon | 6 309 pts  |
| 2016 | Coupe du monde des épreuves combinées | Coupe du monde des épreuves combinées | 3e       | Heptathlon | 19 163 pts |

### National
- Championnats des États-Unis :
  - Plein air : vainqueur de l'heptathlon en 2015 et 2016 ; 2e en 2014

## Records
| Épreuve    | Performance | Lieu     | Date         |
| ---------- | ----------- | -------- | ------------ |
| Heptathlon | 6 500 pts   | Eugene   | 28 juin 2015 |
| Pentathlon | 4 661 pts   | Portland | 18 mars 2016 |